# Ludwig Pielen

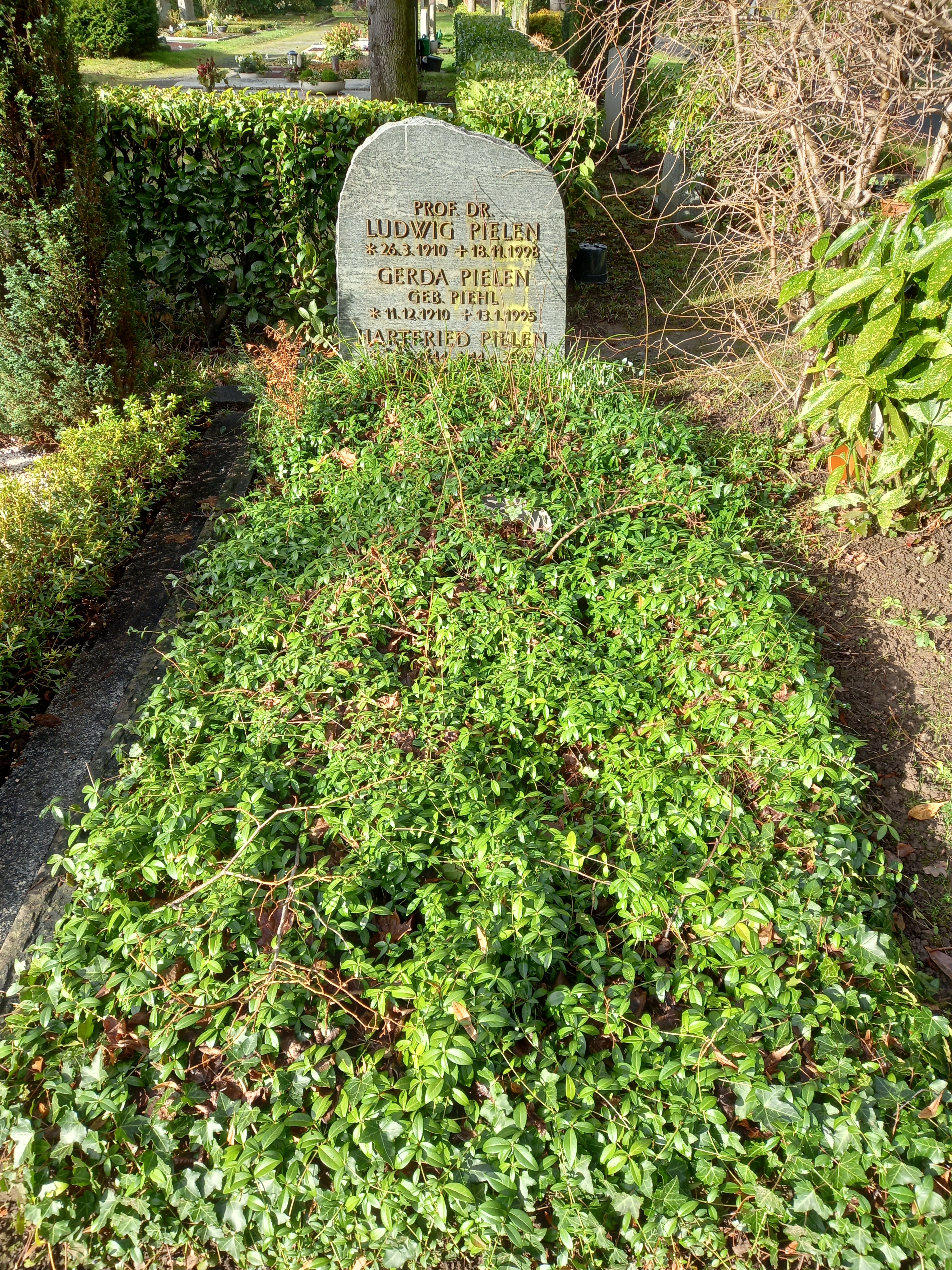
Das Grab von Ludwig Piele und seiner Ehefrau Gerda geborene Piehl im Familiengrab auf dem Zentralfriedhof Bad Godesberg in Bonn.

Ludwig Pielen (* 26. März 1910 in Aachen; † 18. November 1998 in Bonn) war ein deutscher Pflanzenbauwissenschaftler. Er hielt Vorlesungen über Saatgut an der Universität Bonn. Ab 1956 betreute er das Referat für Acker- und Pflanzenbau im Bundesministerium für Ernährung, Landwirtschaft und Forsten, seit 1965 leitete er dort die Abteilung „Landwirtschaftliche Erzeugung“.

## Leben
Ludwig Pielen studierte Landwirtschaft an der Universität Bonn und promovierte 1939 bei George Sessous an der Universität Gießen mit einer Dissertation über die Möglichkeiten der Eiweißfuttererzeugung durch Zwischenfruchtbau auf schwerem Boden. 1944 habilitierte er sich in Gießen mit einer Arbeit über pflanzenbauliche Maßnahmen beim Anbau von Winterweizen und erwarb die Venia legendi für die Fachgebiete Pflanzenbau und Pflanzenzüchtung. Von 1948 bis 1955 arbeitete er als Referent für Saatgut und Pflanzenzüchtung bei der Landwirtschaftskammer Rheinland in Bonn. Während dieser Zeit hielt er als Privatdozent, ab 1953 als außerordentlicher Professor Vorlesungen über Saatgut an der Universität Bonn.
1956 wurde Pielen als Referatsleiter in das Bundesministerium für Ernährung, Landwirtschaft und Forsten berufen, wo er als Ministerialrat 1957 die Unterabteilung „Pflanzliche und tierische Produktion sowie Agrartechnik“ übernahm. Seit 1965 leitete er dort als Ministerialdirektor die Abteilung „Landwirtschaftliche Erzeugung“. In diesen Funktionen war er auch zuständig für das Saatgutwesen. Seine engen Verbindungen zur Wissenschaft hat er jedoch stets weiter gepflegt und als Lehrbeauftragter an der Landwirtschaftlichen Fakultät der Universität Bonn in jedem Wintersemester Vorlesungen über Saatgut und Sortenkunde abgehalten. 1970 wurde ihm der Titel Honorarprofessor verliehen.
Als Beauftragter des Bundesministerium für Ernährung, Landwirtschaft und Forsten gehörte Pielen mehreren wissenschaftlichen Gremien und Beiräten deutscher Forschungseinrichtungen an. Auch auf internationalen Tagungen übernahm er staatliche Hoheitsaufgaben und vertrat dort besonders die Interessen der deutschen Saatgutwirtschaft. Im Rahmen kultureller und wirtschaftlicher Austauschprogramme zwischen der Bundesrepublik Deutschland und anderen Staaten organisierte Pielen landwirtschaftliche Studienreisen und veröffentlichte darüber Berichte. Mehrere Beiträge über Saatgut publizierte er in der Zeitschrift Saatgutwirtschaft.
In den Jahren nach 1950 hat sich Pielen engagiert dafür eingesetzt, in Deutschland eine eigenständige wissenschaftliche Fachgesellschaft für landwirtschaftlichen Pflanzenbau zu etablieren. In der 1956 gegründeten Gesellschaft für Pflanzenbauwissenschaften war er bis 1963 erster Geschäftsführer und seit 1993 Ehrenmitglied.
Pielen war Mitglied der katholischen Studentenverbindung K.St.V. Rheno-Borussia Bonn.

## Ehrungen
- 1972: Großes Verdienstkreuz der Bundesrepublik Deutschland
- 1975: Großes Verdienstkreuz mit Stern

## Publikationen
- Möglichkeiten der Eiweißfuttererzeugung durch Zwischenfruchtbau auf schwerem Boden. Dissertation. Universität Gießen 1939. In: Landwirtschaftliche Jahrbücher. Band 87, 1939, S. 774–838.
- Versuche über den Einfluß der Bestandesdichte, insbesondere der Drillweite und Saatstärke auf Entwicklung, Ertrag und Kornausbildung des Winterweizens in Hinsicht auf die Möglichkeit arbeitssparender Pflegemaßnahmen. Habilitationsschrift. Universität Gießen 1944.
- mit A. Grisbeck, K. Weller, H. G. Prien: Saatguterzeugung und Saatgutversorgung, Pflanzenzüchtung und Pflanzenprüfung in Schweden. Kommentator, Frankfurt am Main 1953. Herausgegeben im Auftrag des Land- und Hauswirtschaftlichen Auswertungs- und Informationsdienstes = Bericht über Studienreisen im Rahmen der Auslandshilfe der USA. Heft 40.
- Möglichkeiten der Erzeugung von Futterpflanzensaatgut in USA. In: Saatgutwirtschaft Band 12, 1960, S. 67–70.
- Das deutsche Saatgutgesetz, die Grundlage für hochwertiges Saatgut. In: Saatgutwirtschaft. Sondernummer zum Weltsaatgutjahr 1961, S. 7–9.
- Ackerbaulich-bodenkundliche Studienreise in die UdSSR vom 20. 6. 1960 bis 13. 7. 1960. Zusammengestellt von L. Pielen. Herausgegeben vom Land- und Hauswirtschaftlichen Auswertungs- und Informationsdienst = Berichte über Studienreisen. Heft 1. Bonn 1961.